# Шато дьо Шийон
Шато дьо Шийон (на френски: Château de Chillon), също Шийонски замък, е средновековен замък в Швейцария, намиращ се на брега на Женевското езеро близо до Монтрьо.
Замъкът е изграден върху скала и представлява комплекс от 25 сгради, строени по различно време. Не е известно откога датират първите крепостни стени, но през XI-XIII век те са значително реконструирани и надграждани.
Първоначално защитният ров около замъка е естествен, през XIII век е разширен, през XIX век е засипан и през 1903 г. е възстановен.
Строителството на основните сгради на замъка продължава между 1240 и 1265 г. от архитекта Пиер Мение. През годините той е използван за жилищна сграда на граф Петер ІІ Савойски, а по-късно и за артилерийски склад и затвор.

## В литературата
Лорд Байрон възпява Шато дьо Шийон в поемата си от 1816 г. „Шийонският затворник“ (The Prisoner of Chillon).
Историческа основа за поемата послужва задържането в замъка по заповед на херцог Карл III Савойски на Франсоа Бонивар през 1530 – 1536 г. На 29 май 1536 г. след двудневна обсада замъкът е превзет, а Бонивар е освободен. Благодарение на поемата на Байрон затворът на Бонивар става един от най-известните епизоди в историята на замъка. Много за романтичния образ на замъка допринасят още Жан Жак Русо, Пърси Шели, Виктор Юго и Александър Дюма.
От началото на XIX век в замъка е разположен музей.

## Галерия
- Изглед от запад
- Изглед отгоре
- Изглед от брега
- Графската голяма зала
- Вътрешен двор
- Автограф на Лорд Байрон
- картина Chateau du Chillon от четката на Гюстав Курбе, 1875